# 1,3-ブタンジオール
1,3-ブタンジオール（1,3-Butanediol）は、1,3-ブチレングリコール（1,3-butylene glycol）（化粧品においてはよくBGと表記される）、ブタン1,3-ジオール（butane-1,3-diol）、1,3-ジヒドロキシブタン（1,3-dihydroxybutane）とも呼ばれる、ブタンジオールの4つの異性体のうちの1つである。食品香料の溶媒に用いられたり、ポリウレタンやポリエステル樹脂のコモノマーとして使われたりする。生物に対しては低血糖剤として働く。1,3-ブタンジオールはβ-ヒドロキシブチレートに変換し、脳の新陳代謝の基質（英語版）としてはたらく。

## 合成と用途
3-ヒドロキシブタナールを水素化すると1,3-ブタンジオールが得られる。
CH3CH(OH)CH2CHO  +  H2  →  CH3CH(OH)CH2CH2OH
1,3-ブタンジオールを脱水すると1,3-ブタジエンが得られる。
CH3CH(OH)CH2CH2OH  →  CH2=CH-CH=CH2  +  2 H2O